# Razão sexual
Razão sexual (sex ratio) é a proporção de machos e fêmeas em uma população de organismos. Em espécies que se reproduzem sexuadamente, a razão tende a ser de 1:1. Por alguns motivos, algumas espécies possuem a razão sexual enviesada. Exemplos incluem espécies partenogênicas e organismos com acasalamento periódicos, como pulgões, algumas vespas (tais como Polistes fuscatus e Polistes exclamans), abelhas, formigas e cupins. A razão sexual pode ser primária no momento da concepção, secundária, ao nascer, terciária, na população adulta e quaternária na proporção dos organismos que não se reproduzem mais.

## Princípio de Fisher
O princípio de Fisher (1930) prediz que em organismos com reprodução sexuada, a razão sexual é igual 1:1. Em 1967, W. D. Hamilton explicou o princípio da seguinte maneira:
1. Suponha que o custo da produção de filhos e filhas é o mesmo, e a proporção de nascimento dos machos seja menor que a de fêmeas.
2. O sexo com menor frequência terá melhor perspectiva de acasalamento do que o sexo com maior frequência. Portanto, os machos terão em média uma maior contribuição na geração seguinte do que as fêmeas.
3. Então, os pais geneticamente dispostos a produzir machos tendem a ter mais netos do que os números médios de netos da população.
4. Assim, os genes para as tendências de produção de machos se espalham e os nascimentos de indivíduos do sexo masculino se tornam mais comuns.
5. À medida que a proporção sexual se aproxima de 1:1, a vantagem associada com a produção de machos cessa.
6. O mesmo raciocínio vale se as fêmeas são substituídas por machos através da saída destes. Portanto, 1:1 é a relação de equilíbrio.

Como cada descendente é produzido por um macho e uma fêmea que fornecem igual contribuição genética para a próxima geração, gastar a mesma quantidade de recursos para produzir filhos de cada um dos sexos é uma estratégia evolutivamente estável (ESS). Se a população se desvia desse equilíbrio a favor de um dos sexos, um indivíduo que invista mais na produção do sexo em menor quantidade terá um maior sucesso reprodutivo com menor esforço.

## Condições que violam o Princípio de Fisher
W. D. Hamilton (1967) foi o primeiro a identificar condições que violam o Princípio de Fisher. Ele apontou que uma alocação de recursos iguais na produção de machos e fêmeas não é esperado em espécies onde a interação dentro do grupo tem efeito diferencial no fitness de machos e fêmeas. Por exemplo, se irmãos competem por um número limitado de parceiras reprodutivas, o fitness parental pode aumentar se mais filhas forem produzidas, como mostrado em Vespas Parasitoides.
Em outra situação, Trivers e Willard (1973) mostraram que os indivíduos podem ser selecionados para ajustar o sexo dos seus descendentes em resposta as condições ambientais. Por exemplo, quando as condições ambientais tem um efeito diferencial nos descendentes machos e fêmeas, os parentais podem enviesar a razão sexual dos seus descendentes   a partir do sexo que mais contribui para seu fitness. Muitos estudos testaram de várias formas a hipótese de Trivers e Willard (1973). A  maioria desses estudos foram conduzidos para Hymenoptera (vespas, formigas e abelhas), onde as fêmeas podem controlar precisamente o sexo dos seus descendentes, pois as fêmeas se desenvolvem de  ovos fertilizados e os machos de ovos não fertilizados.
Em vertebrados com a determinação do sexo através dos cromossomos sexuais, como em aves e mamíferos, o desvio da razão sexual de nascimento é limitado pela meiose, que gera uma razão sexual média de 0.5 (50%). Assim, a possibilidade de manipulação do sexo nestes organismos é questionada, entretanto, essa razão tem sido modificada por estudos recentes, explicando que a manipulação pode ser dada por mecanismos de formação de gametas, desenvolvimento do embrião e controle maternal. A partir de fatores específicos correlacionados em vertebrados o desvio da razão sexual pode está relacionado com a disponibilidade de recursos, condição e qualidade maternal, atratividade ou qualidade dos machos, comportamento social, competição entre irmãos e conflito sexual.

## Tipos de razão sexual
A razão sexual em machos e fêmeas é equalizada e varia de acordo com o perfil etário da população. Geralmente, é dividido em quatro:
- Primária — proporção no momento da fertilização.
- Secundária — proporção do número de nascidos.
- Terciária — proporção dos organismos sexualmente ativos.
- Quaternária — proporção dos organismos que não se reproduzem mais.

A medição destes é um problema, já que não há limites claros entre eles.[carece de fontes?]

## Mecanismos de determinação e manutenção da razão sexual
A determinação sexual, é um processo fundamental em todos os organismos sexuados, no entanto, os mecanismos por trás das taxas sexuais são diversos, que vão desde mecanismos de determinação sexual genotípico (GMS), a fatores ambientais na determinação sexual (ESD). Além disso, existem mecanismos moleculares subjacentes que são fatores mais superficiais nos sistemas de determinação sexual. Esta evolução de mecanismos que determinam o sexo, é surpreendente dado aos processos de desenvolvimento fundamental dos indivíduos, e essas são moldadas pela forte seleção que atua sobre elas e consequentemente limita o potencial de mudanças evolutivas, e até mesmo a variações genéticas.

### Seleção SexualversusAlocação Sexual
Pesquisas recentes mostram que a seleção sexual tem uma complexa interação com a alocação sexual, ou seja, as fêmeas ajustam a razão sexual da prole em resposta aos atrativos exibidos pelos seus companheiros. Fawcett et al. (2011)  e Booksmythe et al. (2013) demonstraram que "as fêmeas compensam efetivamente a escolha do companheiro abaixo do ideal ajustando os índices da razão sexual, reduzindo a diferença de fitness entre fêmeas acasaladas com machos diferentes. Por sua vez, isso reduz os benefícios do fitness de ter uma preferência".
A escolha de traços masculinos que é exibida pela fêmea não é frívola. O biólogo Alfred Russel Wallace salientou que a ornamentação masculina que atrai as fêmeas poderia ser um indicativo de resistência hereditária, como por exemplo a parasitas. Hamilton & Zuck em seu experimento constataram que os pássaros que não tendiam a exibir cores vivas e canto complexo possuíam infecções hematológicas crônicas, confirmando assim que a ornamentação aparatosa está intimamente ligada a genes resistentes.

### Algumas restrições do ajuste da razão sexual
Alguns estudos sugerem que os pais devem ajustar o sexo de sua prole em resposta às condições ambientais. Nesse sentido, West & Sheldon testaram a extensão do ajuste da razão sexual sendo influenciada pela previsibilidade do ambiente. Eles partem do pressuposto que se fatores ambientais que causam diferenças no valor reprodutivo de machos e fêmeas são difíceis de prever, então pode, em alguns casos, levar à superprodução do sexo com o valor reprodutivo mais baixo e consequentemente, menor previsibilidade do ambiente vai levar a seleção mais fraca para o ajuste da razão sexual.
Em seu estudo, West & Sheldon testaram a influência da previsibilidade ambiental no ajuste da razão sexual utilizando vespas parasitoides, que são insetos cujas larvas se desenvolvem alimentando-se os corpos de outros artrópodes. Em algumas espécies de vespas parasitoides (idiobiontes), as fêmeas matam ou paralisam o hospedeiro durante a oviposição e, em tais casos, o tamanho do hospedeiro será um sinal confiável quanto aos recursos que a descendência terá disponível para o desenvolvimento. Em contrapartida, nas espécies koinobionts o hospedeiro não é morto pela fêmea na postura, e assim continua a crescer, sendo um preditor menos confiável dos recursos que a descendência terá disponível para o desenvolvimento. Dessa forma, a previsão é que por causa da previsibilidade do ambiente menor para koinobionts, eles devem apresentar variação da proporão de sexo facultativa menos extrema. Os resultados confirmaram que dentro de vespas parasitoides, as espécies em que o hospedeiro foi morto quando um ovo foi posto (idiobiontes) apresentaram significativamente maior proporção sexual do que sobre espécies em que o hospedeiro não foi morto (koinobionts), e portanto conclui-se que a previsibilidade dos pais para o ambiente de seus descendentes influencia a evolução dos padrões de razão sexual.

### Custo-benefício
A variação da razão sexual facultativa só vai ser favorecida quando os benefícios da aptidão deste comportamento forem superiores aos seus custos. Tendo isso em vista, o benefício de variação da razão sexual facultativa dependerá muito da quantidade de ganho no fitness a partir do deslocamento de índices dos descendentes do sexo, que serão influenciados pela força e forma de seleção envolvidos e, consequentemente, a previsibilidade do ambiente.

## Razão sexual em humanos
A razão sexual de populações humanas obedece ao Princípio de Fisher. Porém, a proporção do nascimento dos sexos podem variar de acordo com a idade da mãe, por práticas de aborto ou infanticídio. A exposição a pesticidas e outros contaminantes ambientais, são fatores que contribuem significativamente também. Em humanos a razão sexual secundária é considerada como sendo 105 meninos para 100 meninas.

## Exemplos em outras espécies

### Individual
Em aves, mães podem influenciar o sexo de sua prole. No pavão, a condição corporal da mãe pode fazer com que a proporção de filhas na prole varie entre 25 e 87%.
Outro exemplo, em aves, sobre o controle dos progenitores sobre a determinação do sexo de sua prole em resposta a condições ambientais são em gaivotas, onde as fêmeas são maiores do que os machos, diferentemente da maioria das aves onde os machos são maiores que as fêmeas. Kalmbach et al. (2001) observou em seus experimentos com essas gaivotas, que as fêmeas que não recebiam alimentação diariamente e tinha um condição corporal pobre, produziam mais machos em sua prole do que fêmeas, mostrando como a razão sexual pode ser determinada através da pressão que o ambiente exerce, os resultados sugerem que aves pode ser capaz de ajustar a proporção entre os sexos de acordo com a pressão do meio.
Em diferentes grupos de peixes, como membros da família Labridae, além do peixe-palhaço e do peixe-papagaio, a dicogamia - ou hermafroditismo sequencial - é normal. Isso também pode causar uma discrepância na razão sexual. No peixe da espécie Labroides dimidiatus há apenas um macho para cada grupo de 6-8 fêmeas. Se o macho morre, a fêmea mais forte muda de sexo, se tornando o macho do grupo. Todos os indivíduos da espécie nascem fêmeas, e apenas se tornam machos nessa situação. Outras espécies, como o peixe-palhaço, fazem o inverso, em que todos começam a vida como machos não reprodutivos, e o maior macho se torna uma fêmea, com o segundo maior macho amadurecendo e se tornando reprodutivo.

### Econômica
Pela tradição, criadores de animais perceberam que a comunidade mais economicamente eficiente de animais possui um maior número de fêmeas e um pequeno número de machos. Em rebanhos de vacas e alguns touros premiados, ou em um grupo de galinhas e um galo, são as razões sexuais mais econômicas para animais domesticados.

## Mecanismos potenciais em aves

### Desenvolvimento folicular
Nas aves, folículos entram em um período de desenvolvimento rápido da gema (RYD) 4-16 dias antes da ovulação (johnson, 1986, 2000). A ovulação de cada oócito é produzido com um intervalo de 24-44h dependendo da espécie. Pike e petrie propuseram dois mecanismos potenciais que atuam durante o desenvolvimento folicular rápido: Taxa de desenvolvimento diferencial de folículos e Atresia folicular.

#### Taxa de desenvolvimento diferencial de folículos
A taxa de crescimento folicular é regulada por hormônios, esses hormônios mostram uma diminuição durante a temporada reprodutiva, isso poderia explicar algumas mudanças de proporção entre os sexos dentro das espécies ao longo da estação reprodutiva. Badyaev et al demonstraram que oócitos pré-ovulação masculinos ou femininos podem diferir na sua taxa de crescimento, sando Haemorhous mexicanus, eles analisaram o padrão temporal da deposição de gema e também a realizaram sexagem de embriões. Os resultados desafiaram a visão tradicional que existe uma ordem hierárquica estrita do sequestro de oócitos para a fase RYD, e que essa ordem deve ser mantida no momento da ovulação. Sugeriu-se que as diferenças na taxa de crescimento folicular pode levar a alterações no padrão da ovulação e a ordem original da sequestração do oócito para a fase RYD pode não ser respeitada no momento da ovulação. Permitindo um controle flexível da proporção de sexos.

#### Atresia seletiva
É a degeneração e a reabsorção de um ou mais folículos ovarianos antes que o estado de maturidade seja atingido. Porém acontece raramente em aves, a menos que induzido por um forte estressor fisiológico. A forma como as fêmeas identificam o sexo futuro de cada folículo para induzir atresia seletiva permanece sem resposta.

### Distorção de segregação
É a seleção de cromossomos sexuais na primeira divisão meiótica. Mecanismo mais eficiente, em relação de custos/benefícios de manipulação razão sexual, evita a perda de energia e tempo como outros mecanismos, foi descrito em alguns insetos, mas não em aves onde teria de enfrentar pelo menos dois problemas a restrições de meiose e o  conflito gameta parental .

#### Conflito gameta parental
Após separação dos conjuntos cromossômicos haploides durante a meiose I, um sinal materno induz o conjunto haploide indesejado para entrar no corpo polar primeiro. Isto implica que um gene em um cromossomo autossômico teria que determinar o cromossoma sexual relacionado, promovendo a seu suicídio se o sinal determinar que ele é do sexo errado.

### Reabsorção e ovulação seletiva
O curto período entre a determinação do sexo e da ovulação permitiria as mães a abortar e, posteriormente, reabsorver os óvulos pós-meiótico com o cromossomo sexual indesejado. Este mecanismo permite que as fêmeas reabsorvam óvulos até um óvulo do sexo adequado é produzido.
A reabsorção seletiva deve estar presente principalmente nas espécies com tamanhos pequenos de ninhada, pois os custos trariam maior risco de predação, aumento da assincronia na incubação, que pode afetar a sobrevivência da prole, custo em termos de energia sendo que o desenvolvimento de um folículo recebe cerca de 2 g de proteínas da gema diária e parte dessa energia seria perdida na reabsorção.

### Fertilização sexo especifica
O ovo permanece no infundíbulo durante um curto período de tempo durante o qual é fertilizado. Os espermatozoides são armazenados e seletivamente libertados dos túbulos de armazenamento esperma (SST). Se os espermatozoides são libertados seletivamente, as fêmeas podem regular probabilidades de fertilização dos ovócitos masculinos e femininos, Pike e Petrie descartaram essa possibilidade, porque os espermatozoides são liberados antes do tempo de ovulação. Alternativamente, a fêmea poderia limitar a motilidade do esperma por alteração fluido oviducal e ou da composição do fluido localizado entre o ovário e o infundíbulo. Alterações no teor de cálcio, ph, viscosidade, bem como na temperatura do corpo pode selecionar a fecundidade do esperma quando o óvulo não for do sexo esperado. Alterar a composição da membrana do óvulos do sexo, impedindo que os espermatozoides penetrem. Inibição materna de desenvolvimento zigoto após a fecundação. Espermatozoides ser capaz de detectar o sexo de óvulos e seletivamente fertilizá-los .

### Mortalidade sexo especifica de embrião
As fêmeas poderiam manipular a relação sexual com o tempo eclosão, mortalidade embrionária diferencial. Foi descrito por goth e Booth em Alectura lathami, que temperatura do ambiente influencia mortalidade do embrião sexo-específico: mais fêmeas morreram em 31 ºc, mais machos morreram a 36 ºc, e a proporção de quase 1: 1 a 34 ºc. O custo absoluto deste tipo de manipulação da razão sexual deve ser grande porque os materiais aplicados nos ovos serão perdidos. No entanto, o custo relativo iria depender do número de ovos postos.

#### Manipulação sexo especifico da composição do ovo
A manipulação maternal da composição do ovo de um sexo especifica poderia levar a diferenças de taxas de sobrevivência de embriões masculinos e femininos. As fêmeas podem modificar diferencialmente substâncias como lipídeos, antioxidantes, imunoglobulinas e hormonas numa base sexo especifica.

#### Manipulação da composição do ovo não sexo especifico
Vários estudos sugerem que a duração do desenvolvimento do embrião pode diferir entre os sexos. Em falcões da Eurásia, embriões do sexo feminino mostraram períodos embrionários mais curtos. Em Ceppus grylle, é o embrião do sexo masculino que mostra um período de desenvolvimento mais curto. Estas diferenças nas taxas de desenvolvimento podem implicar diferentes níveis de dependência de recursos de ovos. Nesse caso, uma redução global de lipídios da gema ou proteínas (albumina) poderia significar uma sobrevida reduzida do que o sexo mais dependente.